# Società Sportiva Lazio 2009-2010
Questa voce raccoglie le informazioni riguardanti la Società Sportiva Lazio nelle competizioni ufficiali della stagione 2009-2010.

## Stagione
L'8 agosto 2009, allo Stadio Nazionale di Pechino, la squadra vince la Supercoppa italiana battendo l'Inter per 2-1. Durante la stagione 2009-2010, la Società Sportiva Lazio disputa la sua settantesima stagione in Serie A. La squadra partecipa inoltre alla Supercoppa italiana per la quarta volta nella sua storia e per la prima volta nella nuova Europa League (ex Coppa UEFA). Oltre a ciò, disputa la Coppa Italia come squadra detentrice del torneo.
.

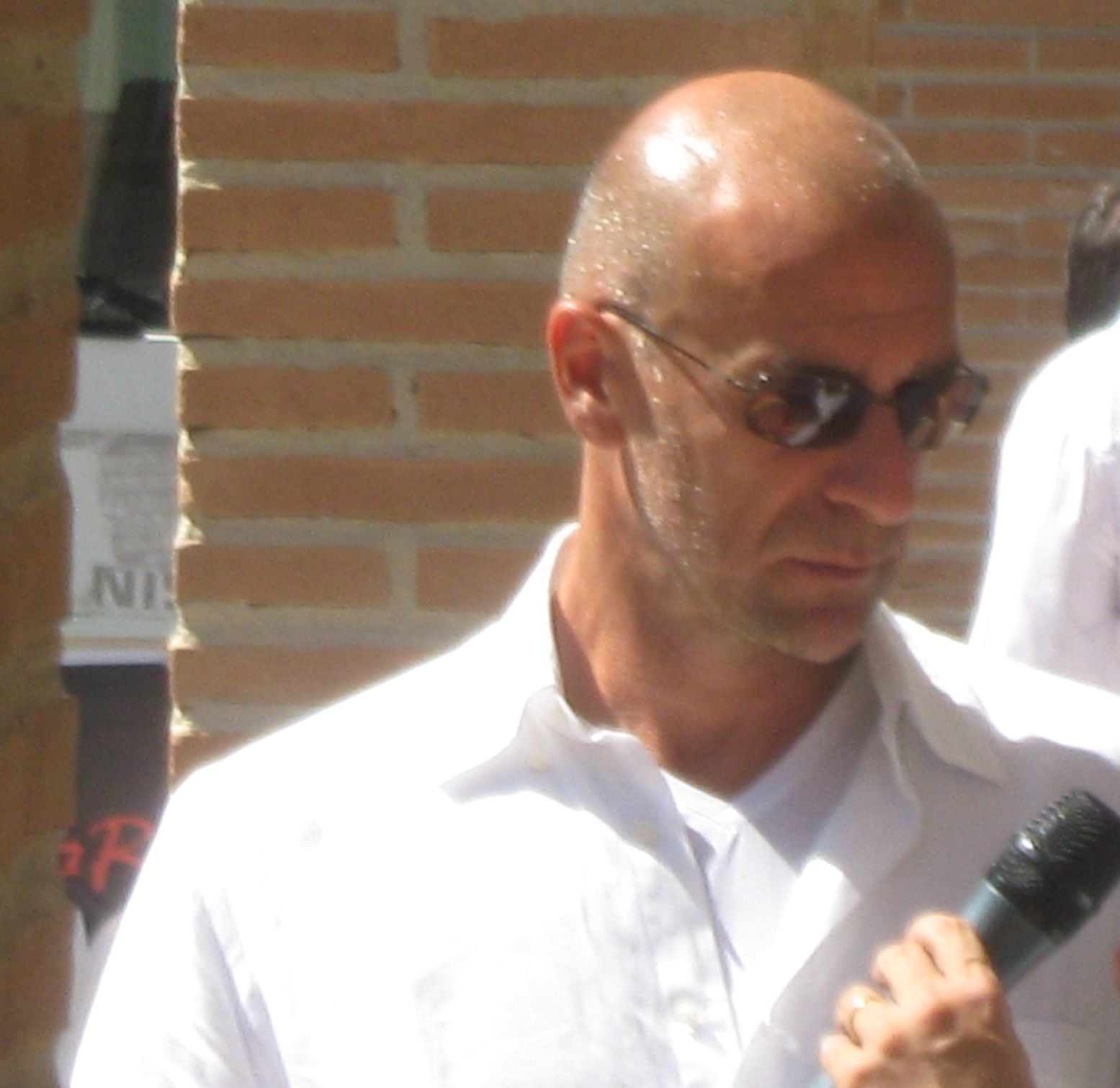
Davide Ballardini, arrivato alla corte laziale nel giugno del 2009.

Poco dopo la fine della stagione 2008-2009, il tecnico Delio Rossi ha annunciato l'addio dalla panchina a sei mesi dalla scadenza del contratto, ed il presidente Claudio Lotito opta per l'ingaggio di Davide Ballardini, ex allenatore del Palermo, annunciato il 15 giugno 2009. Come l'anno precedente, la squadra ha svolto il ritiro estivo ad Auronzo di Cadore, in Veneto, dal 10 al 30 luglio. Arrivata con trentadue giocatori a causa del calciomercato in uscita ancora fermo, ha disputato la prima amichevole contro i dilettanti dello stesso Auronzo di Cadore, vinta per 10-0. Successivamente ha pareggiato 1-1 contro l'Universitatea Craiova, vinto 2-1 contro la SPAL e infine pareggiato 2-2 contro la Triestina. Come vincitore della Coppa Italia 2008-2009, ha avuto il diritto di disputare come primo trofeo della stagione la ventiduesima Supercoppa italiana contro l'Inter, campione d'Italia 2008-2009. La partita è stata giocata l'8 agosto allo Stadio nazionale di Pechino, il famoso Bird's Nest (it. Nido d'Uccello) che esattamente un anno prima aveva ospitato la cerimonia d'apertura dei Giochi olimpici. Terminato il ritiro in Veneto, la squadra si è spostata in Cina già il 2 agosto, per iniziare la preparazione una settimana prima e far abituare i calciatori al fuso orario e al torrido clima pechinese.
. 

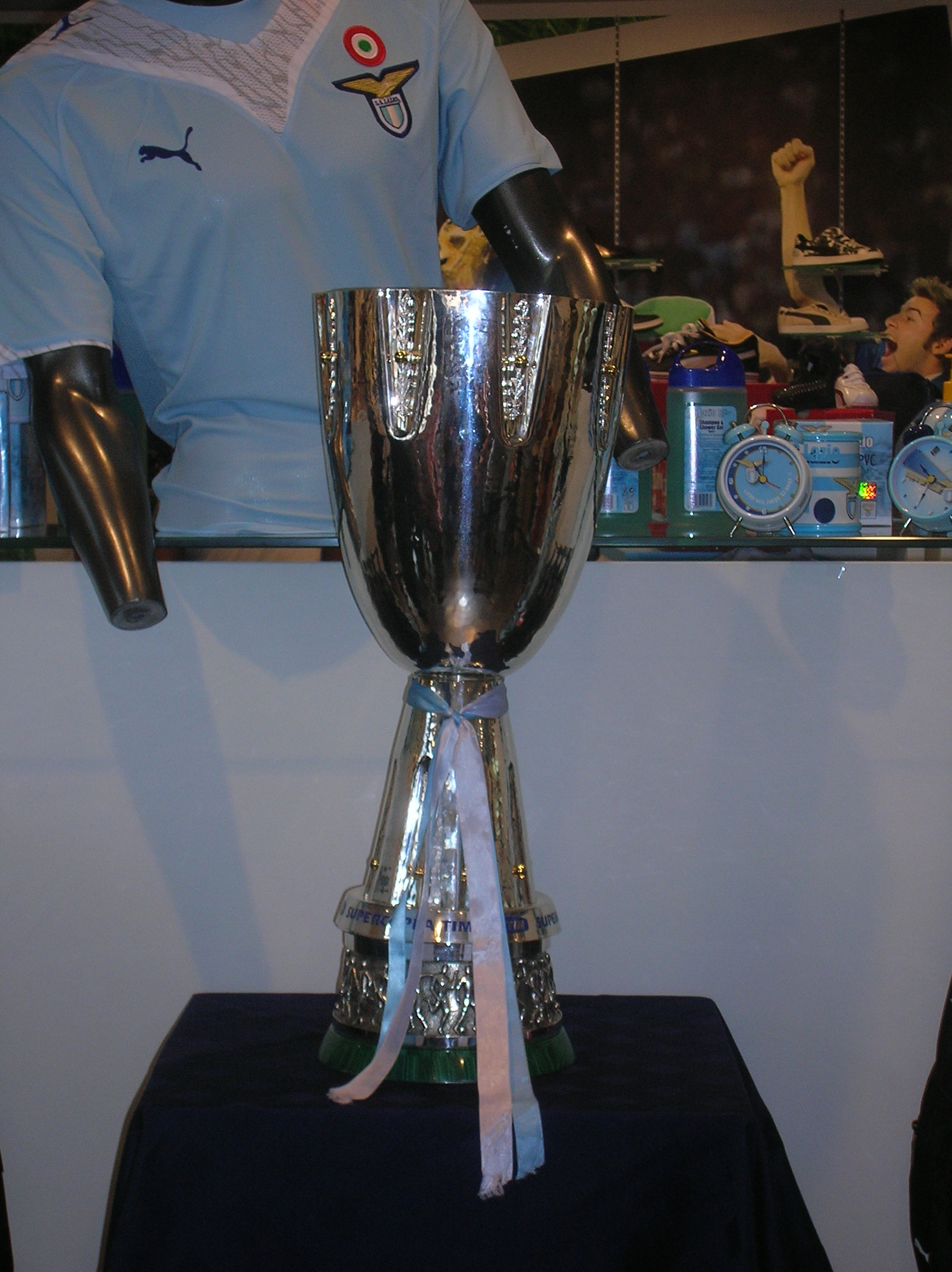
La Supercoppa italiana vinta dalla Lazio a Pechino.

La partita è stata vinta per 2-1 dai biancocelesti, con le reti di Matuzalém e di capitan Rocchi, oltre alla marcatura messa a segno nel finale di gara dal centravanti interista Eto'o. Nonostante una posizione in campionato a maggio 2009 non sufficiente per accedere alle competizioni europee, grazie nuovamente alla vittoria della Coppa Italia, parteciperà alla nuova Europa League. Iniziando dai play-off, la squadra capitolina ha trovato nel sorteggio di Nyon del 7 agosto gli svedesi dell'Elfsborg. Il 20 agosto 2009 la squadra di Davide Ballardini sconfigge all'Olimpico la formazione svedese con un secco 3-0 grazie alle reti di Kolarov, Zárate e Mauri. Nel match di ritorno è la formazione scandinava a imporsi per 1-0, ma è la Lazio ad approdare alla fase a gironi della competizione. Nella fase a gironi, la Lazio è sorteggiata nel gruppo G insieme agli spagnoli del Villarreal, ai bulgari del Levski Sofia e agli austriaci del Salisburgo. La Lazio perde 2-1 in casa con il Salisburgo, subendo i due gol degli ospiti negli ultimi minuti, dopo essere stati in vantaggio per quasi tutta la partita. Poi si impone per 4-0 contro il Levski Sofia fuori casa e sconfigge per 2-1 in casa il Villarreal. Con la sconfitta prima per 4-1 dal Villarreal in terra di Spagna e successivamente per 2-1 dal Salisburgo in Austria, la Lazio viene matematicamente eliminata dalla competizione. La Lazio saluta l'Europa con un'altra sconfitta (0-1), questa volta in casa, da parte del Levski Sofia, ultimo classificato nel gruppo G. Tra le varie amichevoli estive disputate dalla Lazio, la compagine biancoceleste si aggiudica anche 2 trofei minori: prima il Trofeo Sky vinto contro l'Osasuna per 5-4 (dcr) nella gara di presentazione allo Stadio Olimpico, e successivamente il 39º Trofeo Città di Saragozza Carlos Lapetra contro i padroni di casa del Real Saragozza, sconfitti per 2-0, grazie a un rigore di Foggia e ad un gol di Zárate. Il 7 ottobre 2009 la Lazio disputa a Ravenna una gara amichevole a scopo benefico per ricordare la scomparsa prematura del giovane attaccante albanese del Ravenna Brian Filipi, morto in seguito a un incidente stradale. L'incontro, il cui incasso è stato devoluto alla famiglia del calciatore, si è concluso con la vittoria della squadra biancoceleste grazie a una rete di Foggia. In campionato la squadra parte bene, con due vittorie ai danni dell'Atalanta e del Chievo, ma dopo la sconfitta casalinga con la Juventus la Lazio comincia una crisi che si protrae per 13 giornate, in cui ottiene 7 pareggi e 5 sconfitte, perdendo anche il derby. Alla sedicesima giornata arriva una vittoria, contro il Genoa, grazie a un gol del serbo Kolarov. L'anno si conclude con la sconfitta contro l'Inter in quel di Milano. Al ritorno in campo la Lazio sconfigge per 4-1 il Livorno in casa, poi pareggia in trasferta con l'Udinese, a cui segue la sconfitta esterna per 3-0 ad opera dell'Atalanta. Dopo la sconfitta interna per 1-0 ad opera del Catania, che porta i laziali al terz'ultimo posto in classifica, quindi in zona retrocessione, il tecnico ravennate viene esonerato e il 10 febbraio viene assunto Edoardo Reja, liberatosi dall'Hajduk Spalato, il cui debutto è segnato dalla vittoria per 2-0 contro il Parma fuori casa. Nelle seguenti quattro partite la Lazio ottiene però un solo punto, frutto del pareggio casalingo per 1-1 con la Fiorentina. A seguito della vittoria esterna sul Cagliari (2-0), i biancocelesti si riscattano, e dopo aver vinto sul Siena per 2-0, ottengono due importanti pareggi, entrambi per 1-1, con il Milan a San Siro e con il Napoli in casa. Battuto il Bologna in trasferta per 3-2, dopo essere passati in svantaggio di due reti, la Lazio perde il derby di ritorno facendosi rimontare per 2-1. La partita seguente, comunque, vede le Aquile tornare alla vittoria sul Genoa, per 2-1 in rimonta fuori casa. La settimana seguente, i biancocelesti perdono 2-0 in casa con l'Inter che, grazie a questo risultato, torna in vetta alla classifica a discapito proprio dei rivali romanisti. Questa partita causerà molte critiche, con addirittura un'interrogazione parlamentare, poiché, per tutta la gara, gli stessi tifosi della Lazio chiedevano un atteggiamento remissivo dei biancocelesti per facilitare l'eventuale vittoria nerazzurra. L'accusa lanciata verso il tifo laziale è stata quella di avere invocato il cosiddetto biscotto, ossia di perdere appositamente per lasciare i rivali della Roma al secondo posto, proprio alle spalle dell'Inter, la cui tifoseria è gemellata con quella biancazzurra. La stagione si conclude con la vittoria casalinga per 3-1 sull'Udinese, in un Olimpico dove i cori da stadio sono in gran parte rivolti contro il presidente Claudio Lotito. La Lazio chiude il campionato al 12º posto con 46 punti. Sergio Floccari, arrivato durante la sessione invernale di calciomercato, con le sue 8 reti segnate tutte nel girone di ritorno, è il capocannoniere laziale in campionato, mentre, considerando le altre competizioni, il capocannoniere è il capitano Tommaso Rocchi, autore di 10 gol (6 in campionato, 2 in Coppa Italia e 2 in Europa League). In Coppa Italia, la Lazio, detentrice del trofeo, parte dagli Ottavi di finale battendo 2-0 all'Olimpico il Palermo dell'ex allenatore Delio Rossi. La squadra viene poi estromessa dalla competizione ai Quarti di finale per mano della Fiorentina, vittoriosa al Franchi per 3-2.

## Divise e sponsor

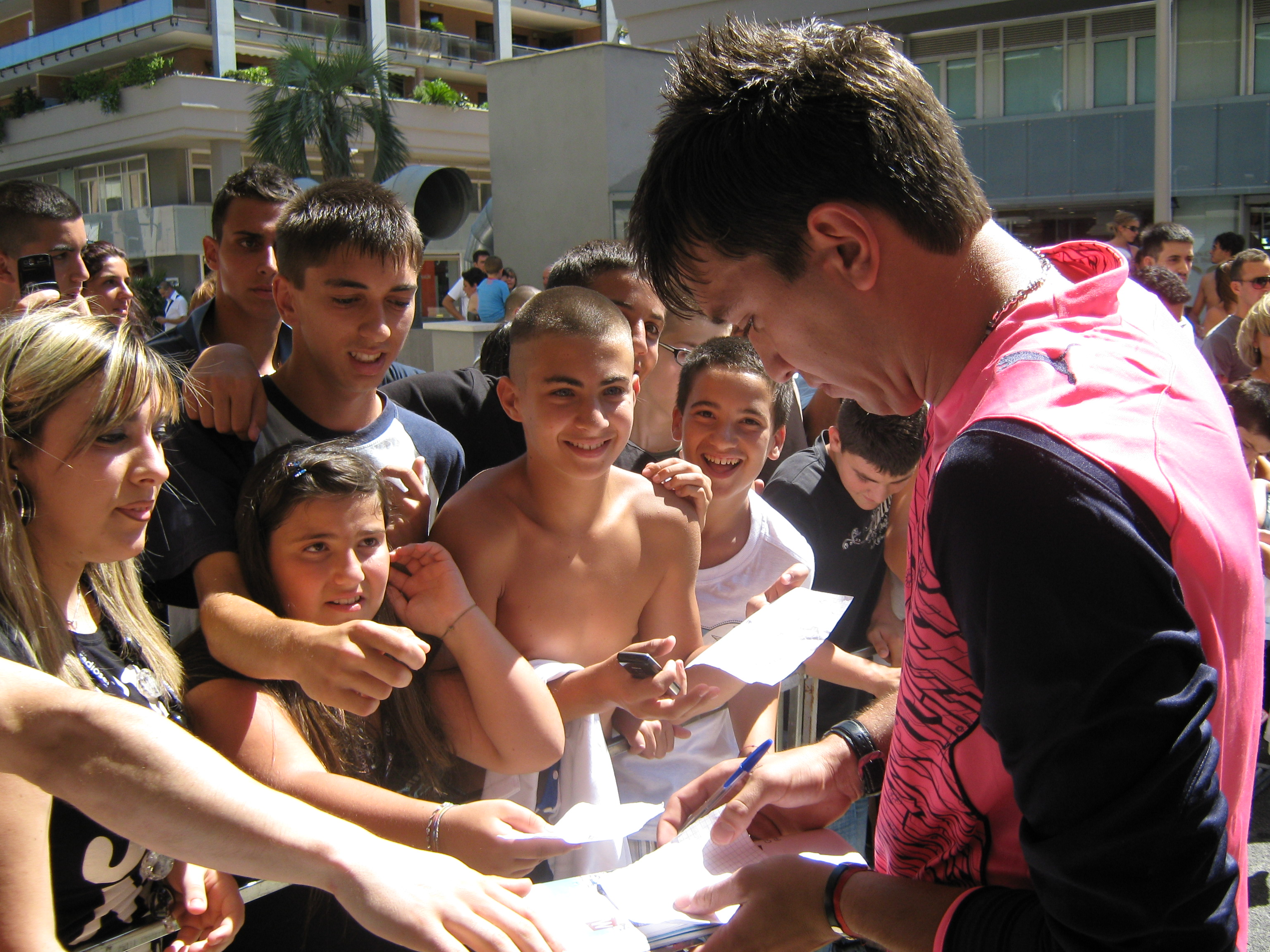
Fernando Muslera firma autografi alla presentazione delle nuove maglie presso il Lazio Style 1900 di Parco Leonardo.

Le maglie da gara sono state presentate l'8 luglio presso il Lazio Style 1900 di Parco Leonardo, a Fiumicino, alla presenza del nuovo tecnico Davide Ballardini e dei giocatori Tommaso Rocchi, Modibo Diakité e Fernando Muslera. Le nuove maglie presentano rispetto alle precedenti il nuovo stile v Konstrukt della Puma, sponsor tecnico della squadra romana. Per questo motivo, la prima divisa porta una V marmorea sul al petto e un'altra V meno nitida e di colore azzurro è impressa su quella da trasferta. Quest'ultima, di colore giallo l'anno precedente, è stata sostituita da quella che nel 2008-2009 era la terza (ovvero di colore blu notte). Le divise dei portieri sono cambiate invece radicalmente rispetto alla stagione precedente: quella casalinga è gialla, fucsia quella da trasferta. Ovviamente tutti i kit esibiscono la Coccarda Italia sopra lo stemma, per indicare la vittoria della Coppa Italia 2008-2009. Lo sponsor ufficiale per la stagione 2009-2010 era inizialmente assente dalla maglia laziale; in occasione della finale di Supercoppa italiana a Pechino, il club capitolino era sponsorizzato dalla Regione Lazio, il cui logo sulla casacca biancoceleste era rappresentato dalla figura stilizzata del Colosseo sormontata dalla scritta “Roma ti aspetta” in logogrammi cinesi. Per gli incontri di campionato del 20 settembre e dell'8 novembre disputati rispettivamente contro Catania e Milan campeggiava sulla maglia biancoceleste il logo della clinica Paideia, struttura sanitaria di riferimento della società capitolina, mentre per gli incontri di campionato del 12 settembre e del 22 novembre disputati rispettivamente contro Juventus e Napoli e poi dalla 17ª giornata fino al termine della stagione (comprese anche le partite di Coppa Italia) vi è stato quello della Edileuropa, una delle aziende leader nel campo edile, a sponsorizzare la squadra biancoceleste, così come avvenuto due anni prima in occasione di alcune gare di campionato e Coppa Italia.
| Casa | Casa (Centodieci) | Trasferta | Terza divisa | Portiere | Trasferta portiere |

Attualmente, per la stagione 2009-2010, la divisa della S.S. Lazio è per l'undicesimo anno consecutivo prodotta dall'azienda tedesca della Puma. La composizione delle divise è la seguente:.
- Casa: la maglia e il pantaloncino sono celesti, i calzettoni bianchi.

Dalla 18ª giornata fino alla fine del campionato la Lazio, per celebrare il centodecennale, indosserà una divisa dedicata (denominata Centodieci), composta da una maglia bianca con al centro una larga banda a decorso verticale di colore celeste, con pantaloncini e calzettoni bianchi o celesti a seconda delle gare.
- Trasferta: la maglia, il pantaloncino e i calzettoni sono blu scuro.
- Terza divisa: la maglia, il pantaloncino e i calzettoni sono gialli con bande nere.

Tuttavia, va ricordato che a seconda dei colori della squadra avversaria, i pantaloncini e i calzettoni possono essere abbinati in modo differente.

## Organigramma societario
Area direttiva
Consiglio di gestione
- Presidente: Claudio Lotito
- Consigliere: Marco Moschini

Consiglio di sorveglianza
- Presidente: Corrado Caruso
- Vicepresidente: Alberto Incollingo
- Consiglieri: Fabio Bassan, Vincenzo Sanguigni, Massimo Silvano

Area organizzativa
- Segretario Generale: Pantaleo Longo
- Team Manager: Maurizio Manzini
- Direzione Amm.va e Controllo di Gestione / Investor Relator: Marco Cavaliere
- Direzione Legale e Contenziosi: Francesca Miele
- Direzione Organizzativa Centro Sportivo di Formello, Uffici, Country Club, Stadio: Giovanni Russo
- Delegato Sicurezza Stadio/R.S.P.P.: Sergio Pinata
- Responsabile Biglietteria: Angelo Cragnotti
- Direzione Settore Giovanile: Giulio Coletta

Area marketing
- Coordinatore Marketing, Sponsorizzazioni ed Eventi: Marco Canigiani
- Area Marketing: Massimiliano Burali d'Arezzo, Laura Silvia Zaccheo
- Area Licensing e Retail: Valerio D'Attilia

Area comunicazione
- Responsabile Comunicazione/Stampa: Stefano De Martino

Area tecnica
- Coordinatore area tecnica: Igli Tare
- Allenatore: Edoardo Reja
- Allenatore in seconda: Giovanni Lopez
- Collaboratore prima squadra: Angelo Crialesi
- Preparatori atletici: Luigi Febbrari, Adriano Bianchini
- Preparatore dei portieri: Adalberto Grigioni

Area sanitaria
- Direttore sanitario: dott. Ivo Pulcini
- Coordinatore sanitario e medico sociale: dott. Roberto Bianchini
- Medico sociale: dott. Stefano Salvatori
- Fisioterapisti: Giulio Fermanelli, Federico Genovesi, Massimo Romano Papola, Claudio Patti, Carlo Zazza
- Osteopata: dott. Giuseppe Ruggero
- Consulente fisioterapista: Salvatore Flaminio
- Consulente ortopedico: dott. Stefano Lovati
- Consulente nutrizionista: prof. Roberto Verna

## Rosa
| N. |                               | Ruolo | Calciatore                          |
| -- | ----------------------------- | ----- | ----------------------------------- |
| 1  | Argentina (bandiera)          | P     | Albano Bizzarri                     |
| 2  | Svizzera (bandiera)           | D     | Stephan Lichtsteiner                |
| 3  | Argentina (bandiera)          | D     | Lionel Scaloni                      |
| 4  | Italia (bandiera)             | C     | Fabio Firmani                       |
| 5  | Italia (bandiera)             | C     | Stefano Mauri                       |
| 6  | Francia (bandiera)            | C     | Ousmane Dabo                        |
| 7  | Portogallo (bandiera)         | C     | Eliseu                              |
| 7  | Uruguay (bandiera)            | A     | Gonzalo Barreto                     |
| 8  | Brasile (bandiera)            | C     | Matuzalém                           |
| 9  | Italia (bandiera)             | A     | Tommaso Rocchi (capitano)           |
| 10 | Argentina (bandiera)          | A     | Mauro Zárate                        |
| 11 | Serbia (bandiera)             | D     | Aleksandar Kolarov                  |
| 13 | Italia (bandiera)             | D     | Sebastiano Siviglia (vice capitano) |
| 15 | Germania (bandiera)           | C     | Thomas Hitzlsperger                 |
| 17 | Italia (bandiera)             | C     | Pasquale Foggia                     |
| 18 | Nigeria (bandiera)            | A     | Stephen Makinwa                     |
| 19 | Macedonia del Nord (bandiera) | A     | Goran Pandev                        |
| 20 | Italia (bandiera)             | A     | Sergio Floccari                     |
| 21 | Italia (bandiera)             | A     | Simone Inzaghi                      |
| 22 | Italia (bandiera)             | D     | Ivan Artipoli                       |
| 23 | Algeria (bandiera)            | C     | Mourad Meghni                       |
| 24 | Argentina (bandiera)          | C     | Cristian Ledesma                    |
| 25 | Italia (bandiera)             | D     | Giuseppe Biava                      |

| N. |                           | Ruolo | Calciatore              |
| -- | ------------------------- | ----- | ----------------------- |
| 25 | Brasile (bandiera)        | D     | Emílson Sánchez Cribari |
| 26 | Romania (bandiera)        | D     | Ștefan Radu             |
| 28 | Italia (bandiera)         | D     | Guglielmo Stendardo     |
| 32 | Italia (bandiera)         | C     | Cristian Brocchi        |
| 33 | Italia (bandiera)         | C     | Roberto Baronio         |
| 40 | Italia (bandiera)         | P     | Antony Iannarilli       |
| 41 | Italia (bandiera)         | A     | Jacopo Sciamanna        |
| 42 | Italia (bandiera)         | C     | Federico Sevieri        |
| 46 | Belgio (bandiera)         | D     | Luís Pedro Cavanda      |
| 52 | Italia (bandiera)         | D     | Alessio Luciani         |
| 56 | Italia (bandiera)         | A     | Lorenzo Cinque          |
| 68 | Costa d'Avorio (bandiera) | C     | Christian Manfredini    |
| 74 | Argentina (bandiera)      | A     | Julio Ricardo Cruz      |
| 79 | Italia (bandiera)         | D     | Riccardo Bonetto        |
| 80 | Brasile (bandiera)        | D     | André Dias              |
| 81 | Italia (bandiera)         | A     | Simone Del Nero         |
| 86 | Uruguay (bandiera)        | P     | Fernando Muslera        |
| 87 | Francia (bandiera)        | D     | Modibo Diakité          |
| 88 | Italia (bandiera)         | P     | Tommaso Berni           |
| 89 | Francia (bandiera)        | P     | Vincent Degré           |
| 91 | Italia (bandiera)         | D     | Davide Faraoni          |
| 99 | Italia (bandiera)         | C     | Riccardo Perpetuini     |
| -- | Italia (bandiera)         | P     | Simone Santarelli       |

## Calciomercato

### Sessione estiva(dal 1/7 al 31/8)
| Acquisti | Acquisti            | Acquisti       | Acquisti                           |
| R.       | Nome                | da             | Modalità                           |
| -------- | ------------------- | -------------- | ---------------------------------- |
| P        | Tommaso Berni       | Salernitana    | fine prestito                      |
| P        | Albano Bizzarri     | Catania        | svincolato                         |
| P        | Simone Santarelli   | Sangiorgese    | fine prestito                      |
| D        | Ivan Artipoli       | Modena         | fine prestito                      |
| D        | Manuel Belleri      | Bologna        | fine prestito                      |
| D        | Riccardo Bonetto    | Livorno        | fine prestito                      |
| D        | Simone Sannibale    | Isola Liri     | fine prestito                      |
| D        | Lionel Scaloni      | Maiorca        | fine prestito                      |
| D        | Guglielmo Stendardo | Lecce          | fine prestito                      |
| D        | Fabio Zaccardi      | Celano         | fine prestito                      |
| D        | Luciano Zauri       | Fiorentina     | fine prestito                      |
| C        | Roberto Baronio     | Brescia        | fine prestito                      |
| C        | Lucas Correa        | Pro Patria     | fine prestito                      |
| C        | Eliseu              | Malaga         | definitivo (1 milioni €)           |
| C        | Fabio Firmani       | Al-Wasl        | fine prestito                      |
| C        | Matuzalém           | Real Saragozza | riscatto cartellino (7 milioni €)  |
| C        | Alberto Quadri      | Monza          | fine prestito                      |
| A        | Fabio Casini        | Colligiana     | fine prestito                      |
| A        | Julio Ricardo Cruz  | Inter          | svincolato                         |
| A        | Stephen Makinwa     | Chievo         | fine prestito                      |
| A        | Mauro Zárate        | Al-Sadd        | riscatto cartellino (20 milioni €) |

| Cessioni | Cessioni             | Cessioni       | Cessioni                                       |
| R.       | Nome                 | a              | Modalità                                       |
| -------- | -------------------- | -------------- | ---------------------------------------------- |
| P        | Juan Pablo Carrizo   | Real Saragozza | prestito con diritto di riscatto (1 milioni €) |
| D        | Manuel Belleri       | -              | svincolato                                     |
| D        | Lorenzo De Silvestri | Fiorentina     | definitivo (6 milioni €)                       |
| D        | David Rozehnal       | Amburgo        | definitivo (5 milioni €)                       |
| D        | Simone Sannibale     | Nocerina       | prestito                                       |
| D        | Alessandro Tuia      | Monza          | prestito (0 milioni €)                         |
| D        | Fabio Zaccardi       | Celano         | definitivo                                     |
| D        | Luciano Zauri        | Sampdoria      | prestito (0 milioni €)                         |
| C        | Antonio Cinelli      | Lumezzane      | prestito (0 milioni €)                         |
| C        | Lucas Correa         | Taranto        | prestito (0 milioni €)                         |
| C        | Alessandro Corvesi   | Prato          | risoluzione compartecipazione                  |
| C        | Daniele Greco        | Sorrento       | risoluzione compartecipazione                  |
| C        | Alberto Quadri       | Taranto        | prestito (0 milioni €)                         |
| A        | Fabio Casini         | -              | svincolato                                     |
| A        | Libor Kozák          | Brescia        | prestito (0 milioni €)                         |
| A        | Ettore Mendicino     | Crotone        | prestito (0 milioni €)                         |

### Trasferimenti tra le due sessioni di mercato
| Acquisti | Acquisti | Acquisti | Acquisti |
| R.       | Nome     | da       | Modalità |
| -------- | -------- | -------- | -------- |

| Cessioni | Cessioni     | Cessioni | Cessioni    |
| R.       | Nome         | a        | Modalità    |
| -------- | ------------ | -------- | ----------- |
| P        | Vncent Degrè | -        | rescissione |
| A        | Goran Pandev | Inter    | svincolato  |

### Sessione invernale(dal 2/1 all'1/2)
| Acquisti | Acquisti            | Acquisti  | Acquisti                                   |
| R.       | Nome                | da        | Modalità                                   |
| -------- | ------------------- | --------- | ------------------------------------------ |
| D        | Giuseppe Biava      | Genoa     | definitivo (0,5 mln)                       |
| D        | André Dias          | San Paolo | definitivo (2,5 milioni €)                 |
| C        | Lucas Correa        | Taranto   | fine prestito                              |
| C        | Thomas Hitzlsperger | Stoccarda | definitivo (0,5 mln)                       |
| A        | Gonzalo Barreto     | Danubio   | definitivo (3 milioni €)                   |
| A        | Sergio Floccari     | Genoa     | prestito con diritto di riscatto (0,5 mln) |

| Cessioni | Cessioni                | Cessioni       | Cessioni                         |
| R.       | Nome                    | a              | Modalità                         |
| -------- | ----------------------- | -------------- | -------------------------------- |
| D        | Ivan Artipoli           | Foggia         | prestito                         |
| D        | Emílson Sánchez Cribari | Siena          | prestito con diritto di opzione  |
| C        | Lucas Correa            | Ravenna        | prestito                         |
| C        | Eliseu                  | Real Saragozza | prestito con diritto di riscatto |
| C        | Riccardo Perpetuini     | Crotone        | prestito con diritto di riscatto |

## Risultati

### Serie A

#### Girone di andata
| Arbitro: | Pierpaoli (Firenze) |

|            |           |  |
| Rocchi 22’ | Marcatori |  |

| Arbitro: | Damato (Barletta) |

|                |           |                      |
| Pellissier 16’ | Marcatori | 41’ (rig.), 53’ Cruz |

| Arbitro: | Gervasoni (Mantova) |

|  |           |                             |
|  | Marcatori | 74’ Cáceres 90+4’ Trezeguet |

| Arbitro: | Morganti (Ascoli Piceno) |

|              |           |          |
| Martínez 12’ | Marcatori | 56’ Cruz |

| Arbitro: | Velotto (Grosseto) |

|                   |           |                                  |
| Zárate 42’ (rig.) | Marcatori | 21’ Bojinov 45+2’ (rig.) Amoruso |

| Arbitro: | Bergonzi (Genova) |

|            |           |            |
| Zárate 84’ | Marcatori | 75’ Cavani |

| Firenze 4 ottobre 2009, ore 15:00 CEST 7ª giornata | Fiorentina      | 0 – 0 referto | Lazio | Stadio Artemio Franchi (26.436 spett.)\| Arbitro: \| Brighi (Cesena) \| |
| Arbitro:                                           | Brighi (Cesena) |               |       |                                                                         |

| Arbitro: | Orsato (Schio) |

|               |           |             |
| Matuzalém 42’ | Marcatori | 40’ Pazzini |

| Arbitro: | Peruzzo (Schio) |

|                               |           |  |
| P. Barreto 11’ Meggiorini 69’ | Marcatori |  |

| Arbitro: | Brighi (Cesena) |

|  |           |           |
|  | Marcatori | 50’ Matri |

| Arbitro: | Pierpaoli (Firenze) |

|               |           |          |
| Maccarone 32’ | Marcatori | 8’ Mauri |

| Arbitro: | Damato (Barletta) |

|                     |           |                      |
| T. Silva 64’ (aut.) | Marcatori | 8’ T. Silva 35’ Pato |

| Napoli 22 novembre 2009, ore 15:00 CEST 13ª giornata | Napoli            | 0 – 0 referto | Lazio | Stadio San Paolo (46.524 spett.)\| Arbitro: \| Saccani (Mantova) \| |
| Arbitro:                                             | Saccani (Mantova) |               |       |                                                                     |

| Roma 29 novembre 2009, ore 15:00 CEST 14ª giornata | Lazio             | 0 – 0 referto | Bologna | Stadio Olimpico (30.489 spett.)\| Arbitro: \| Bergonzi (Genova) \| |
| Arbitro:                                           | Bergonzi (Genova) |               |         |                                                                    |

| Arbitro: | Rizzoli (Bologna) |

|              |           |  |
| Cassetti 79’ | Marcatori |  |

| Arbitro: | Celi (Campobasso) |

|             |           |  |
| Kolarov 39’ | Marcatori |  |

| Arbitro: | C. Russo (Nola) |

|           |           |  |
| Eto'o 14’ | Marcatori |  |

| Arbitro: | Giannoccaro (Lecce) |

|                                            |           |             |
| Floccari 48’, 54’ Rocchi 71’ Kolarov 90+1’ | Marcatori | 7’ Bergvold |

| Arbitro: | Bergonzi (Genova) |

|               |           |              |
| Di Natale 27’ | Marcatori | 16’ Floccari |

#### Girone di ritorno
| Arbitro: | Trefoloni (Siena) |

|                           |           |  |
| C. Doni 5’, 9’ Padoin 35’ | Marcatori |  |

| Arbitro: | Brighi (Cesena) |

|               |           |                |
| Stendardo 18’ | Marcatori | 77’ Pellissier |

| Arbitro: | Saccani (Mantova) |

|               |           |           |
| Del Piero 70’ | Marcatori | 78’ Mauri |

| Arbitro: | Gava (Conegliano) |

|  |           |           |
|  | Marcatori | 63’ López |

| Arbitro: | De Marco (Chiavari) |

|  |           |                          |
|  | Marcatori | 68’ Stendardo 89’ Zárate |

| Arbitro: | Rocchi (Firenze) |

|                                              |           |             |
| Hernández 1’ Miccoli 28’ (rig.) Nocerino 74’ | Marcatori | 83’ Kolarov |

| Arbitro: | Romeo (Verona) |

|             |           |                 |
| Siviglia 7’ | Marcatori | 90+2’ Keirrison |

| Arbitro: | Brighi (Cesena) |

|                         |           |             |
| Guberti 29’ Pazzini 35’ | Marcatori | 6’ Floccari |

| Arbitro: | Rizzoli (Bologna) |

|  |           |                            |
|  | Marcatori | 51’ Almirón 64’ E. Alvarez |

| Arbitro: | Celi (Campobasso) |

|  |           |                        |
|  | Marcatori | 4’ Rocchi 37’ Floccari |

| Arbitro: | Bergonzi (Genova) |

|                          |           |  |
| Lichtsteiner 6’ Cruz 72’ | Marcatori |  |

| Arbitro: | Tagliavento (Terni) |

|                      |           |                  |
| Borriello 18’ (rig.) | Marcatori | 32’ Lichtsteiner |

| Arbitro: | Orsato (Schio) |

|             |           |            |
| Floccari 4’ | Marcatori | 38’ Hamšík |

| Arbitro: | Rosetti (Torino) |

|                         |           |                                     |
| Guana 12’ Portanova 16’ | Marcatori | 44’ Mauri 63’ André Dias 68’ Rocchi |

| Arbitro: | Tagliavento (Terni) |

|            |           |                         |
| Rocchi 14’ | Marcatori | 53’ (rig.), 63’ Vučinić |

| Arbitro: | Morganti (Ascoli Piceno) |

|            |           |                             |
| Palacio 8’ | Marcatori | 25’ André Dias 32’ Floccari |

| Arbitro: | Bergonzi (Genova) |

|  |           |                         |
|  | Marcatori | 46’ Samuel 70’ T. Motta |

| Arbitro: | Gava (Conegliano) |

|                  |           |                        |
| C. Lucarelli 33’ | Marcatori | 13’ Rocchi 44’ Brocchi |

| Arbitro: | Guida (Torre Annunziata) |

|                                           |           |               |
| Hitzlsperger 16’ Floccari 45’ Brocchi 53’ | Marcatori | 30’ Di Natale |

### Coppa Italia

#### Fase Finale
| Arbitro: | Tagliavento (Terni) |

|                          |           |  |
| Kolarov 59’ Floccari 73’ | Marcatori |  |

| Arbitro: | Celi (Campobasso) |

|                           |           |                       |
| Mutu 8’, 43’ Kroldrup 58’ | Marcatori | 50’ Zárate 78’ Rocchi |

### UEFA Europa League

#### Play-off
| Arbitro: | McDonald |

|                                  |           |  |
| Kolarov 23’ Zárate 36’ Mauri 67’ | Marcatori |  |

| Arbitro: | Oriekhov |

|           |           |  |
| Avdic 69’ | Marcatori |  |

#### Fase a gironi
| Arbitro: | Ennjimi |

|            |           |                          |
| Foggia 59’ | Marcatori | 82’ Schiemer 90+3’ Janko |

| Arbitro: | Ivanov |

|  |           |                                                  |
|  | Marcatori | 22’ Matuzalém 45+1’ Zárate 67’ Meghni 73’ Rocchi |

| Arbitro: | Bebek |

|                         |           |            |
| Zárate 20’ Rocchi 90+2’ | Marcatori | 40’ Eguren |

| Arbitro: | Kircher |

|                                                   |           |            |
| Pirès 2’, 15’ (rig.) Cani 13’ G. Rossi 82’ (rig.) | Marcatori | 72’ Zárate |

| Arbitro: | Tudor |

|                        |           |            |
| Afolabi 52’ Tchoyi 78’ | Marcatori | 57’ Foggia |

| Arbitro: | Collum |

|  |           |           |
|  | Marcatori | 61’ Jovov |

### Supercoppa italiana
| Arbitro: | Morganti (Ascoli Piceno) |

|           |           |                          |
| Eto'o 77’ | Marcatori | 63’ Matuzalém 66’ Rocchi |

## Statistiche
Statistiche aggiornate al 15 maggio 2010.

### Statistiche di squadra
| Competizione        | Punti | In casa | In casa | In casa | In casa | In casa | In casa | In trasferta | In trasferta | In trasferta | In trasferta | In trasferta | In trasferta | Totale | Totale | Totale | Totale | Totale | Totale | DR |
| Competizione        | Punti | G       | V       | N       | P       | Gf      | Gs      | G            | V            | N            | P            | Gf           | Gs           | G      | V      | N      | P      | Gf     | Gs     | DR |
| ------------------- | ----- | ------- | ------- | ------- | ------- | ------- | ------- | ------------ | ------------ | ------------ | ------------ | ------------ | ------------ | ------ | ------ | ------ | ------ | ------ | ------ | -- |
| Serie A             | 46    | 19      | 5       | 6       | 8       | 19      | 21      | 19           | 6            | 7            | 6            | 20           | 22           | 38     | 11     | 13     | 14     | 39     | 43     | -4 |
| Coppa Italia        | -     | 1       | 1       | 0       | 0       | 2       | 0       | 1            | 0            | 0            | 1            | 2            | 3            | 2      | 1      | 0      | 1      | 4      | 3      | +1 |
| Europa League       | 6     | 4       | 2       | 0       | 2       | 6       | 4       | 4            | 1            | 0            | 3            | 6            | 7            | 8      | 3      | 0      | 5      | 12     | 11     | +1 |
| Supercoppa italiana | -     | -       | -       | -       | -       | -       | -       | 1            | 1            | 0            | 0            | 2            | 1            | 1      | 1      | 0      | 0      | 2      | 1      | +1 |
| Totale              | -     | 24      | 8       | 6       | 10      | 27      | 25      | 25           | 8            | 7            | 10           | 30           | 33           | 49     | 16     | 13     | 20     | 57     | 58     | -1 |

### Andamento in campionato
| Giornata  | 1 | 2 | 3 | 4 | 5 | 6 | 7  | 8  | 9  | 10 | 11 | 12 | 13 | 14 | 15 | 16 | 17 | 18 | 19 | 20 | 21 | 22 | 23 | 24 | 25 | 26 | 27 | 28 | 29 | 30 | 31 | 32 | 33 | 34 | 35 | 36 | 37 | 38 |
| --------- | - | - | - | - | - | - | -- | -- | -- | -- | -- | -- | -- | -- | -- | -- | -- | -- | -- | -- | -- | -- | -- | -- | -- | -- | -- | -- | -- | -- | -- | -- | -- | -- | -- | -- | -- | -- |
| Luogo     | C | T | C | T | C | C | T  | C  | T  | C  | T  | C  | T  | C  | T  | C  | T  | C  | T  | T  | C  | T  | C  | T  | T  | C  | T  | C  | T  | C  | T  | C  | T  | C  | T  | C  | T  | C  |
| Risultato | V | V | P | N | P | N | N  | N  | P  | P  | N  | P  | N  | N  | P  | V  | P  | V  | N  | P  | N  | N  | P  | V  | P  | N  | P  | P  | V  | V  | N  | N  | V  | P  | V  | P  | V  | V  |
| Posizione | 1 | 1 | 6 | 5 | 8 | 8 | 10 | 13 | 14 | 15 | 15 | 16 | 15 | 15 | 16 | 15 | 17 | 15 | 16 | 16 | 16 | 16 | 18 | 16 | 16 | 17 | 17 | 17 | 17 | 16 | 16 | 17 | 16 | 16 | 15 | 16 | 14 | 12 |

Fonte:  Transfermarkt – Classifiche, su transfermarkt.it, Transfermarkt.
Legenda:

Luogo: C = Casa; T = Trasferta. Risultato: V = Vittoria; N = Pareggio; P = Sconfitta.

### Statistiche dei giocatori
Nel conteggio delle reti realizzate si aggiunga una autorete a favore in campionato.
| Giocatore       | Serie A  | Serie A | Serie A     | Serie A    | Coppa Italia | Coppa Italia | Coppa Italia | Coppa Italia | UEFA Europe League | UEFA Europe League | UEFA Europe League | UEFA Europe League | Supercoppa italiana | Supercoppa italiana | Supercoppa italiana | Supercoppa italiana | Totale   | Totale | Totale      | Totale     |
| Giocatore       | Presenze | Reti    | Ammonizioni | Espulsioni | Presenze     | Reti         | Ammonizioni  | Espulsioni   | Presenze           | Reti               | Ammonizioni        | Espulsioni         | Presenze            | Reti                | Ammonizioni         | Espulsioni          | Presenze | Reti   | Ammonizioni | Espulsioni |
| --------------- | -------- | ------- | ----------- | ---------- | ------------ | ------------ | ------------ | ------------ | ------------------ | ------------------ | ------------------ | ------------------ | ------------------- | ------------------- | ------------------- | ------------------- | -------- | ------ | ----------- | ---------- |
| I. Artipoli     | 0        | 0       | 0           | 0          | 0            | 0            | 0            | 0            | 0                  | 0                  | 0                  | 0                  | 0                   | 0                   | 0                   | 0                   | 0        | 0      | 0           | 0          |
| R. Baronio      | 24       | 0       | 9           | 1          | 1            | 0            | 0            | 0            | 7                  | 0                  | 0                  | 1                  | 1                   | 0                   | 0                   | 0                   | 33       | 0      | 9           | 2          |
| G. Barreto      | 0        | 0       | 0           | 0          | 0            | 0            | 0            | 0            | 0                  | 0                  | 0                  | 0                  | 0                   | 0                   | 0                   | 0                   | 0        | 0      | 0           | 0          |
| T. Berni        | 2        | -2      | 0           | 0          | 0            | 0            | 0            | 0            | 0                  | 0                  | 0                  | 0                  | 0                   | 0                   | 0                   | 0                   | 2        | -2     | 0           | 0          |
| G. Biava        | 13       | 0       | 3           | 0          | 0            | 0            | 0            | 0            | 0                  | 0                  | 0                  | 0                  | 0                   | 0                   | 0                   | 0                   | 13       | 0      | 3           | 0          |
| A. Bizzarri     | 0        | 0       | 0           | 0          | 0            | 0            | 0            | 0            | 4                  | -7                 | 0                  | 0                  | 0                   | 0                   | 0                   | 0                   | 4        | -7     | 0           | 0          |
| R. Bonetto      | 0        | 0       | 0           | 0          | 0            | 0            | 0            | 0            | 0                  | 0                  | 0                  | 0                  | 0                   | 0                   | 0                   | 0                   | 0        | 0      | 0           | 0          |
| C. Brocchi      | 27       | 2       | 2           | 0          | 2            | 0            | 1            | 0            | 3                  | 0                  | 1                  | 0                  | 1                   | 0                   | 0                   | 0                   | 33       | 2      | 4           | 0          |
| L.P. Cavanda    | 0        | 0       | 0           | 0          | 0            | 0            | 0            | 0            | 1                  | 0                  | 0                  | 0                  | 0                   | 0                   | 0                   | 0                   | 1        | 0      | 0           | 0          |
| L. Cinque       | 0        | 0       | 0           | 0          | 0            | 0            | 0            | 0            | 1                  | 0                  | 0                  | 0                  | 0                   | 0                   | 0                   | 0                   | 1        | 0      | 0           | 0          |
| E.S. Cribari    | 10       | 0       | 2           | 1          | 0            | 0            | 0            | 0            | 7                  | 0                  | 0                  | 0                  | 1                   | 0                   | 0                   | 0                   | 18       | 0      | 2           | 1          |
| J. Cruz         | 25       | 4       | 3           | 0          | 0            | 0            | 0            | 0            | 4                  | 0                  | 1                  | 0                  | 1                   | 0                   | 0                   | 0                   | 30       | 4      | 4           | 0          |
| O. Dabo         | 12       | 0       | 2           | 1          | 1            | 0            | 1            | 0            | 4                  | 0                  | 0                  | 0                  | 1                   | 0                   | 0                   | 0                   | 18       | 0      | 3           | 1          |
| V. Degré        | 0        | 0       | 0           | 0          | 0            | 0            | 0            | 0            | 0                  | 0                  | 0                  | 0                  | 0                   | 0                   | 0                   | 0                   | 0        | 0      | 0           | 0          |
| S. Del Nero     | 7        | 0       | 3           | 0          | 2            | 0            | 0            | 0            | 0                  | 0                  | 0                  | 0                  | 0                   | 0                   | 0                   | 0                   | 9        | 0      | 3           | 0          |
| M. Diakité      | 19       | 0       | 2           | 0          | 2            | 0            | 0            | 0            | 6                  | 0                  | 2                  | 0                  | 1                   | 0                   | 0                   | 0                   | 28       | 0      | 4           | 0          |
| A. Dias         | 12       | 2       | 3           | 0          | 0            | 0            | 0            | 0            | 0                  | 0                  | 0                  | 0                  | 0                   | 0                   | 0                   | 0                   | 12       | 2      | 3           | 0          |
| Eliseu          | 2        | 0       | 0           | 0          | 0            | 0            | 0            | 0            | 7                  | 0                  | 2                  | 0                  | 0                   | 0                   | 0                   | 0                   | 9        | 0      | 2           | 0          |
| D. Faraoni      | 0        | 0       | 0           | 0          | 0            | 0            | 0            | 0            | 0                  | 0                  | 0                  | 0                  | 0                   | 0                   | 0                   | 0                   | 0        | 0      | 0           | 0          |
| F. Firmani      | 12       | 0       | 4           | 0          | 0            | 0            | 0            | 0            | 0                  | 0                  | 0                  | 0                  | 0                   | 0                   | 0                   | 0                   | 12       | 0      | 4           | 0          |
| S. Floccari     | 17       | 8       | 1           | 0          | 1            | 1            | 0            | 0            | 0                  | 0                  | 0                  | 0                  | 0                   | 0                   | 0                   | 0                   | 18       | 9      | 1           | 0          |
| P. Foggia       | 16       | 0       | 3           | 0          | 1            | 0            | 0            | 0            | 5                  | 2                  | 2                  | 0                  | 0                   | 0                   | 0                   | 0                   | 22       | 2      | 5           | 0          |
| T. Hitzlsperger | 6        | 1       | 0           | 0          | 0            | 0            | 0            | 0            | 0                  | 0                  | 0                  | 0                  | 5                   | 1                   | 0                   | 0                   | 11       | 2      | 0           | 0          |
| A. Iannarilli   | 0        | 0       | 0           | 0          | 0            | 0            | 0            | 0            | 0                  | 0                  | 0                  | 0                  | 0                   | 0                   | 0                   | 0                   | 0        | 0      | 0           | 0          |
| S. Inzaghi      | 3        | 0       | 0           | 0          | 0            | 0            | 0            | 0            | 0                  | 0                  | 0                  | 0                  | 0                   | 0                   | 0                   | 0                   | 3        | 0      | 0           | 0          |
| A. Kolarov      | 33       | 3       | 7           | 1          | 2            | 1            | 1            | 0            | 5                  | 1                  | 1                  | 1                  | 1                   | 0                   | 0                   | 0                   | 41       | 5      | 9           | 2          |
| C.D. Ledesma    | 13       | 0       | 3           | 1          | 0            | 0            | 0            | 0            | 0                  | 0                  | 0                  | 0                  | 0                   | 0                   | 0                   | 0                   | 13       | 0      | 3           | 1          |
| S. Lichtsteiner | 33       | 2       | 5           | 0          | 2            | 0            | 0            | 0            | 7                  | 0                  | 3                  | 0                  | 1                   | 0                   | 0                   | 0                   | 43       | 2      | 8           | 0          |
| A. Luciani      | 1        | 0       | 0           | 0          | 0            | 0            | 0            | 0            | 1                  | 0                  | 0                  | 0                  | 0                   | 0                   | 0                   | 0                   | 2        | 0      | 0           | 0          |
| C. Manfredini   | 0        | 0       | 0           | 0          | 0            | 0            | 0            | 0            | 0                  | 0                  | 0                  | 0                  | 0                   | 0                   | 0                   | 0                   | 0        | 0      | 0           | 0          |
| S. Makinwa      | 2        | 0       | 0           | 0          | 1            | 0            | 0            | 0            | 3                  | 0                  | 0                  | 0                  | 0                   | 0                   | 0                   | 0                   | 6        | 0      | 0           | 0          |
| Matuzalém       | 18       | 1       | 3           | 0          | 0            | 0            | 0            | 0            | 5                  | 1                  | 3                  | 1                  | 1                   | 1                   | 1                   | 0                   | 24       | 3      | 7           | 1          |
| S. Mauri        | 35       | 3       | 5           | 0          | 2            | 0            | 0            | 0            | 6                  | 1                  | 2                  | 0                  | 1                   | 0                   | 0                   | 0                   | 44       | 4      | 7           | 0          |
| M. Meghni       | 7        | 0       | 0           | 0          | 0            | 0            | 0            | 0            | 4                  | 1                  | 1                  | 0                  | 0                   | 0                   | 0                   | 0                   | 11       | 1      | 1           | 0          |
| F. Muslera      | 36       | -42     | 4           | 0          | 2            | -3           | 0            | 0            | 4                  | -4                 | 2                  | 0                  | 1                   | -1                  | 0                   | 0                   | 43       | -50    | 6           | 0          |
| R. Perpetuini   | 2        | 0       | 1           | 0          | 0            | 0            | 0            | 0            | 3                  | 0                  | 0                  | 0                  | 0                   | 0                   | 0                   | 0                   | 5        | 0      | 1           | 0          |
| S. Radu         | 28       | 0       | 10          | 0          | 2            | 0            | 1            | 0            | 6                  | 0                  | 1                  | 0                  | 0                   | 0                   | 0                   | 0                   | 36       | 0      | 12          | 0          |
| T. Rocchi       | 32       | 6       | 1           | 0          | 2            | 1            | 0            | 0            | 5                  | 2                  | 1                  | 0                  | 1                   | 1                   | 0                   | 0                   | 40       | 10     | 2           | 0          |
| S. Santarelli   | 0        | 0       | 0           | 0          | 0            | 0            | 0            | 0            | 0                  | 0                  | 0                  | 0                  | 0                   | 0                   | 0                   | 0                   | 0        | 0      | 0           | 0          |
| L. Scaloni      | 5        | 0       | 0           | 0          | 1            | 0            | 0            | 0            | 1                  | 0                  | 0                  | 0                  | 0                   | 0                   | 0                   | 0                   | 7        | 0      | 0           | 0          |
| J. Sciamanna    | 0        | 0       | 0           | 0          | 0            | 0            | 0            | 0            | 0                  | 0                  | 0                  | 0                  | 0                   | 0                   | 0                   | 0                   | 0        | 0      | 0           | 0          |
| F. Sevieri      | 0        | 0       | 0           | 0          | 0            | 0            | 0            | 0            | 1                  | 0                  | 0                  | 0                  | 0                   | 0                   | 0                   | 0                   | 1        | 0      | 0           | 0          |
| S. Siviglia     | 20       | 1       | 2           | 0          | 0            | 0            | 0            | 0            | 3                  | 0                  | 1                  | 0                  | 1                   | 0                   | 0                   | 0                   | 24       | 1      | 3           | 0          |
| G. Stendardo    | 19       | 2       | 6           | 0          | 2            | 0            | 0            | 0            | 0                  | 0                  | 0                  | 0                  | 0                   | 0                   | 0                   | 0                   | 21       | 2      | 6           | 0          |
| M. Zárate       | 32       | 3       | 6           | 1          | 2            | 1            | 1            | 0            | 7                  | 4                  | 3                  | 0                  | 1                   | 0                   | 0                   | 0                   | 42       | 8      | 10          | 1          |